# Мартинсен, Петтер
Петтер Мартинсен (норв. Petter Martinsen; 14 мая 1887, Сарпсборг — 27 декабря 1972, Сарпсборг) — норвежский гимнаст, чемпион летних Олимпийских игр 1912 года в командном первенстве по произвольной системе.